# Campeonato Mundial Interclubes de Basquete de 1967
A FIBA Intercontinental Cup de 1967 foi a 2ª edição da FIBA Intercontinental Cup para clubes de basquete masculino. Teve lugar em Varese, Nápoles e Roma. Da Taça dos Campeões Europeus da FIBA participaram Simmenthal Milano, Slavia VŠ Praha e Ignis Varese. Do Campeonato Sul-Americano de Clubes participou o Corinthians, e do NABL participou o Akron Wingfoots.

## Jogo de qualificação
| Equipe 1          | Resultado | Equipe 2        |
| ----------------- | --------- | --------------- |
| Simmenthal Milano | 82–77     | Slavia VŠ Praha |

## Semifinais
| Equipe 1                 | Resultado | Equipe 2          |
| ------------------------ | --------- | ----------------- |
| Akron Goodyear Wingfoots | 57–52     | Corinthians       |
| Ignis Varese             | 79–70     | Simmenthal Milano |

## Disputa do 3º lugar
| Equipe 1          | Resultado | Equipe 2    |
| ----------------- | --------- | ----------- |
| Simmenthal Milano | 90–89     | Corinthians |

## Final
| Equipe 1                 | Resultado | Equipe 2     |
| ------------------------ | --------- | ------------ |
| Akron Goodyear Wingfoots | 78–72     | Ignis Varese |

| Campeonato Mundial Interclubes de Basquete de 1967 |
| -------------------------------------------------- |
| Akron Goodyear (1º título)                         |

## Classificação Final
|    | Equipe            |
| -- | ----------------- |
| 1. | Akron Goodyear    |
| 2. | Ignis Varèse      |
| 3. | Simmenthal Milano |
| 4. | Corinthians       |
| 5. | Slavia VŠ Praha   |